# Jarosław Och
Jarosław Och (ur. 26 kwietnia) – gdański politolog, doktor, ekspert od wizerunku politycznego, praktyk marketingu politycznego, pracownik naukowy i wykładowca w Instytucie Politologii Wydziału Nauk Społecznych Uniwersytetu Gdańskiego.
Absolwent Uniwersytetu Gdańskiego. Komentator wydarzeń politycznych w mediach polskich i zagranicznych. Autor ponad 70 artykułów naukowych, oraz uczestnik ponad 50 konferencji naukowych. Autor nagrodzonych wyróżnieniami rozpraw magisterskiej i doktorskiej. Promotor ok. 150 prac magisterskich i ok. 140 licencjackich z zakresu problematyki aktywności polityczno-społecznej kobiet we współczesnych państwach demokratycznych.

## Zainteresowania badawcze
Zainteresowania naukowo-badawcze koncentruje wokół problematyki polskiego systemu politycznego, teorii i praktyki konstytucjonalizmu, komunikowania politycznego i społecznego, marketingu politycznego oraz kultury politycznej w Polsce, jak również aktywności polityczno-społecznej kobiet we współczesnych państwach demokratycznych.

## Działalność naukowa i organizacyjna
- Członek organu nadzoru Stowarzyszenia Kibiców Niepełnosprawnych Imienia Dawida Zapisek (od 8 stycznia 2013 roku)[1]
- Adiunkt w Instytucie Politologii Wydziału Nauk Społecznych Uniwersytetu Gdańskiego
- Członek Polskiego Towarzystwa Nauk Politycznych
- Członek Instytutu Bałtyckiego w Gdańsku
- Współpracownik Instytutu Spraw Publicznych
- Współpracownik Europejskiego Centrum Solidarności w Gdańsku
- Kierownik Podyplomowego Studium Politologii na Uniwersytecie Gdańskim
- Opiekun Koła Naukowego Kratos[8]
- Skarbnik w Gdańskim Oddziale Polskiego Towarzystwa Studiów Europejskich[9]
- Współzałożyciel i współpracownik Instytutu Debaty Publicznej[10]

## Nagrody
- Nagroda Mrongowiusza za szczególne osiągnięcia dydaktyczne (2007)
- Nagroda Radiowa Osobowość Roku Radia Gdańsk (2005)[7]

## Wizyty studyjne, staże badawcze i stypendia
- Staż studyjny – Uniwersytet Mesyński (Włochy) (1994)[6]

## Publikacje
Książki redagowane:
1. (współredakcja z Beatą Słobodzian), (red.)Pomorze i świat w XX wieku: między historią a politologią: Księga Jubileuszowa dedykowana Profesorowi Andrzejowi Gąsiorowskiemu, 2023, Wydawnictwo Adam Marszałek, ISBN 978-83-8180-746-3, 320 s.

Rozdziały z monografii:
1. Partycypacja wyborcza obywateli jako komponent podmiotowości politycznej, w: Perspektywy rozwoju demokracji partycypacyjnej w Polsce: między teorią a praktyką / Kotowicz Wojciech, Subocz Elżbieta (red.), 2017, Forum Dialogu Publicznego, ISBN 978-83-89775-39-9, s. 23-31
2. O partycypacji wyborczej w Polsce kilka uwag, w: Systemy polityczne i partyjne w ujęciu teoretycznym i praktycznym / Kamińska-Korolczuk Katarzyna, Mielewczyk Margaretta, Ożarowski Rafał (red.), Między Teorią a Praktyką Funkcjonowania Systemów Politycznych i Partyjnych, 2016, Uniwersytet Gdański, Wydział Nauk Społecznych, Instytut Politologii, ISBN 978-83-64970-09-2, s. 190-214
3. (współautorstwo z Andrzejem Skibą), Zadania polskiej Policji w zapewnieniu bezpieczeństwa imprezy masowej na przykładzie Mistrzostw Europy w piłce nożnej EURO 2012, w: Studia Humanistica Gedanensia / Paracki Mirosław[i in.](red.), vol. 4, 2016, Wydział Prawa i Administracji Uniwersytetu Gdańskiego : Klub Inteligencji Katolickiej Archidiecezji Gdańskiej, ISBN 83-910605-5-1, s. 162-174
4. Definiowanie migracji w teorii i praktyce naukowej, w: Wybrane problemy politologii / Bielawski Kornel, Piekarski Krzysztof (red.), 2015, Uniwersytet Gdański. Wydział Nauk Społecznych. Instytut Politologii, ISBN 978-83-64970-00-9, s. 5-29
5. Przywództwo partyjne w Polsce po 1989 r. - kształtowanie się i praktyka funkcjonowania, w: Historia, interpretacja, reprezentacja, 3 / Mokrzecki Lech, Brodnicki Mariusz, Taraszkiewicz Jacek (red.), vol. 3, 2015, Wydawnictwo Athenae Gedanenses, ISBN 978-83-64706-21-9, s. 173-180
6. (współautorstwo z Andrzejem Skibą), Zadania polskiej Policji w zapewnieniu bezpieczeństwa imprezy masowej na przykładzie Mistrzostw Europy w piłce nożnej EURO 2012, w: Wybrane aspekty bezpieczeństwa w zakresie działalności podmiotów Uni Europejskiej / Niwiński Piotr, Leska-Ślęzak Joanna, Woźniak-Krawczyk Beata (red.), 2015, Uniwersytet Gdański, Wydział Nauk Społecznych, Instytut Politologii, ISBN 978-83-64970-02-3, s. 208-220
7. Frekwencja wyborcza jako komponent podmiotowości politycznej obywatela, w: Ukraińska humanistyka i słowiańskie paralele / Bracka Mariya[i in.](red.), Problemy Współczesnej Humanistyki, nr 1, 2014, Wydawnictwo Athenae Gedanenses, ISBN 978-83-64706-10-3, s. 277-291
8. Nowoczesny system wyborczy - wyzwanie czy konieczność?, w: W poszukiwaniu różnorodności / Kardas Mariusz, Kojkoł Jerzy (red.), 2012, Wydawnictwo Adam Marszałek, ISBN 978-83-7780-167-3, s. 209-220
9. Goszyzm, w: Myśl społeczna i ruchy polityczne współczesnego świata / Marczewska-Rytko Maria, Olszewski Edward (red.), Encyklopedia Politologii, nr 4, 2011, Wolters Kluwer Polska, ISBN 978-83-264-1101-4, s. 184-185
10. Ku-Klux-Klan, w: Myśl społeczna i ruchy polityczne współczesnego świata / Marczewska-Rytko Maria, Olszewski Edward (red.), Encyklopedia Politologii, nr 4, 2011, Wolters Kluwer Polska, ISBN 978-83-264-1101-4, s. 266-267
11. Mafia, w: Myśl społeczna i ruchy polityczne współczesnego świata / Marczewska-Rytko Maria, Olszewski Edward (red.), Encyklopedia Politologii, nr 4, 2011, Wolters Kluwer Polska, ISBN 978-83-264-1101-4, s. 294-296
12. Naseryzm, w: Myśl społeczna i ruchy polityczne współczesnego świata / Marczewska-Rytko Maria, Olszewski Edward (red.), Encyklopedia Politologii, nr 4, 2011, Wolters Kluwer Polska, ISBN 978-83-264-1101-4, s. 353-354
13. Wybrane aspekty polskiej drogi do członkostwa w Unii Europejskiej, w: Politologiae miscellanea: w świecie wielu rzeczywistości / Chodubski Andrzej, Frączek Adriana, Słobodzian Beata (red.), 2011, Wydawnictwo Adam Marszałek, ISBN 978-83-7780-005-8, s. 113-121
14. Główne siły polityczne w Polsce wobec przyszłości Unii Europejskiej, w: Przyszłość Unii Europejskiej: aspekty polityczne, ekonomiczne i cywilizacyjne / Malinowski Marek J., Musiał Stanisław (red.), 2009, Wydawnictwo Uniwersytetu Gdańskiego, ISBN 978-83-7326-659-9, s. 127-137
15. Konstytucyjno-polityczne determinanty wejścia Polski do Unii Europejskiej (wybrane zagadnienia), w: Jednostka, społeczeństwo, instytucje: wybrane problemy badawcze z zakresu nauki o polityce: księga jubileuszowa dedykowana prof. Markowi J. Malinowskiemu / Czachorowski Piotr, Ożarowski Rafał (red.), 2009, Wydawnictwo Uniwersytetu Gdańskiego, ISBN 978-83-7326-637-7, s. 218-224
16. Procedury wyborcze w Polsce a wyzwania cywilizacyjne XXI wieku, w: Stawiać pytania, szukać odpowiedzi / Chodubski Andrzej, Polak Ewa (red.), 2008, Fundacja Rozwoju Uniwersytetu Gdańskiego, ISBN 978-83-7531-027-6, s. 407-414

Artykuły z czasopism:
1. (współautorstwo z Danutą Plecką), Prawo do partycypacji. Wstęp do analizy rozwiązań konstytucyjnych w III RP w kontekście koncepcji otwartej demokracji, Przegląd Prawa Konstytucyjnego, Wydawnictwo Adam Marszałek, nr 6 (70), 2022, s. 215-223, DOI:10.15804/ppk.2022.06.15
2. Wielowymiarowość migracji jako zjawiska badawczego, Nowa Polityka Wschodnia, Wydawnictwo Adam Marszałek, vol. 2 (29), 2021, s. 9-25
3. Specific aspects of European and Polish migrations at the begging of the 21st century, Journal of Geography, Politics and Society, vol. 9, nr 4, 2019, s. 58-66, DOI:10.26881/jpgs.2019.4.07
4. Polskie elity partyjne wobec przyszłości Unii Europejskiej - perspektywa 1989-2008, Cywilizacja i Polityka, nr 16, 2018, s. 285-302, DOI:10.5604/01.3001.0013.1592
5. Wyzwania globalizacyjne a nowoczesny system wyborczy, Przegląd Prawa Konstytucyjnego, nr 5 (21), 2014, s. 181-193, DOI:10.15804/ppk.2014.05.10
6. Migracja jako zjawisko polityczno-społeczne współczesnego świata: wybrane aspekty, Komunikaty Instytutu Bałtyckiego, vol. 47-48, nr 49, 2012, s. 187-199
7. Wyzwania migracyjne wobec zmieniającej się rzeczywistości współczesnej Europy i świata, Komunikaty Instytutu Bałtyckiego, vol. 45-46, nr 48, 2010, s. 143-160
8. Nowoczesny system wyborczy - konieczność czy fanaberia?, Pomerania, nr 1 (405), 2008, s. 4-8[11]